# Pierre Guchan
Pierre Guchan est un homme politique français né le 21 septembre 1748 à Bagnères-de-Bigorre (Hautes-Pyrénées) et décédé le 12 septembre 1828 au même lieu.

## Biographie
Notaire à Bagnères-de-Bigorre, maire de la ville, il est élu suppléant à la Convention et est admis à siéger le 11 pluviôse an II. Il passe au Conseil des Anciens le 23 vendémiaire an IV. Il est élu au Conseil des Cinq-Cents le 25 germinal an VI, mais est exclu par la loi du 22 floréal an VI.